# Грим, Боб
Роберт Антон Грим (англ. Robert Anton Grim, 8 марта 1930, Нью-Йорк — 23 октября 1996, Шони, Канзас) — американский бейсболист, питчер. Выступал в Главной лиге бейсбола с 1954 по 1972 год. Победитель Мировой серии 1956 года в составе «Нью-Йорк Янкис». Участник Матча всех звёзд лиги 1957 года.

## Биография
Роберт Грим родился 8 марта 1930 года в Нью-Йорке. В возрасте восемнадцати лет он подписал контракт с «Нью-Йорк Янкис» и начал выступления в системе клуба. Впервые Боб ярко проявил себя в сезоне 1951 года в составе Бингемтон Триплетс. В чемпионате Восточной лиги он одержал шестнадцать побед при пяти поражениях с пропускаемостью 2,39. Следующие два сезона Грим пропустил так как находился на военной службе. Весной 1954 года он вернулся в команду и по ходу предсезонных сборов выиграл борьбу за место четвёртого питчера стартовой ротации.
Боб дебютировал в составе «Янкис» 18 апреля 1954 года. Он потерпел поражения в первых двух стартах, но завершил сезон с двадцатью победами при шести поражениях. Грим стал первым с 1910 года новичком клуба, выигравшим двадцать игр. По итогам сезона он был признан Новичком года в Американской лиге. В следующем году Боб начал испытывать проблемы с подачей, когда проводил на поле больше трёх или четырёх иннингов. Причиной стало воспаление сухожилия, которое было выявлено не сразу. Грим переквалифицировался в реливера. В сезоне 1956 года он одержал двенадцать побед, лучший результат среди питчеров Американской лиги, выходивших на замену. Также на его счету было девятнадцать сейвов. За «Янкис» Боб играл до 1958 года. Дважды, в 1955 и 1956 годах, он в составе команды играл в Мировой серии. В 1957 году он вошёл в число участников Матча всех звёзд.
В июне 1958 года Грима обменяли в «Канзас-Сити Атлетикс». Он по-прежнему страдал от болей в руке и больше не мог бросать слайдер — свою основную подачу. Проведя в клубе полтора сезона, весной 1960 года он был обменян в «Кливленд». По ходу того же сезона он ещё дважды менял команду. Чемпионат 1961 года Боб провёл в фарм-клубах «Сент-Луис Кардиналс». Весной 1962 года Грим в статусе свободного агента вернулся в «Канзас-Сити», но, сыграв всего в двенадцати матчах, объявил о завершении карьеры.
Завершив спортивную карьеру, Боб работал в баре своего отца в Бруклине и на рыболовном судне в Флорида-Кис. Позднее он переехал жить в Канзас-Сити, занимался продажей газет и спиртных напитков. Умер Боб Грим 23 октября 1996 года в результате сердечного приступа.